# Лопес, Густаво
Густа́во Адриа́н Ло́пес Па́бло (исп. Gustavo Adrián López Pablo; род. 13 апреля 1973, Валентин-Альсина, провинция Буэнос-Айрес, Аргентина) — аргентинский футболист, полузащитник.

## Карьера

### Клубная
Свою карьеру начал в Аргентине, выступая за «Индепендьенте», за который дебютировал 1 декабря 1991 года против «Бока Хуниорс» (матч закончился 1:1). Он играл за клуб в течение пяти сезонов и завоевал с клубом четыре титула.
Зимой во время трансферного окна 1995/1996 недавно вышедший из Сегунды в Примеру «Реал Сарагоса» заплатил за Лопеса 420 млн песет, это был самый дорогой трансфер в истории клуба на тот день. Трансфер был очень рискованный, у Лопеса была травма ноги. Операция прошла успешно, а страховка покрыла все расходы.
В сезоне 1999/2000 Густаво перешёл в более сильную «Сельту» за 400 млн песет.
В сезоне 2006/2007 Лопес попал в зал славы ФК «Сельта» как один из любимчиков публики, а 28 августа 2007 года он подписал контракт с клубом из Сегунды «Кадис». По окончании сезона он отверг несколько предложений из Катара, США и Аргентины и по личным причинам решил закончить карьеру.

### В сборной
Лопес дебютировал в сборной в конце 1994 года против Югославии (1:0). В официальных турнирах провёл 32 матча, забил четыре мяча. Кроме того участвовал в Кубке Америки в 1997 и 1999 году, Олимпийских играх в Атланте в 1996 году и ЧМ-2002.

## После карьеры
В настоящее время[уточнить] работает на аргентинском телевидении футбольным комментатором на Canal Plus, а также в детской футбольной школе, которая носит его имя.

## Достижения

### Командные
- Чемпион Аргентины: 1994 (Клаусура)
- Обладатель Суперкубка Либертадорес: 1994, 1995
- Обладатель Рекопы Южной Америки: 1994
- Финалист Кубка Короля Фахда: 1995
- Победитель Панамериканских игр: 1995
- Вице-чемпион Олимпиады: 1996

### Личные
- 3 место в опросе на звание футболиста года в Южной Америке: 1994